# Nippon Cargo Airlines
Nippon Cargo Airlines (Japans: 日本貨物航空株式会社, Nippon Kamotsu Kōkū Kabushiki-gaisha), of NCA, is een vrachtluchtvaartmaatschappij gestationeerd in Narita International Airport (Tokio), Japan. 
NCA vliegt naar vele luchthavens in Azië, Europa en de Verenigde Staten.

## Geschiedenis
Nippon Cargo Airlines is op 21 september 1978 opgericht en begon in 1985 te opereren. NCA was de eerste totale vrachtmaatschappij van Japan ooit. Het netwerk van NCA bleef groeien en kreeg steeds meer bestemmingen, waaronder vele steden verspreid over drie continenten. Aanvankelijk was NCA een gemeenschappelijke onderneming van Nippon Jusen en All Nippon Airways. ANA haar heeft in juli 2005 haar aandelen aan Nippon Yusen verkocht.

## Vloot
De NCA vloot bestaat uit de volgende vliegtuigen (juli 2016):
- 5 Boeing 747-400
  - Op 9 juni 2005 ontving NCA haar eerste Boeing 747-400F in Everett, Washington, de eerste van de toen nog vier of bestelling voor de maatschappij.
- 8 Boeing 747-8
  - NCA was een van de eerste klanten die de Boeing 747-8F introduceerde.